# Mayssa Maghrebi
Mayssa Maghrebi (arabe : ميساء مغربي), née le 19 août 1978, à Meknès est une actrice marocaine installée aux Émirats arabes unis.

## Eléments biographiques
Née en 1978 au Maroc,, son enfance se déroule entre le Maroc et la France. Elle effectue ses études à Paris et se spécialise dans le marketing.
Elle commence à travailler en 2000. Elle est mannequin  avant de se reconvertir en actrice. Elle joue dans plusieurs séries télévisées égyptiennes, saoudiennes, koweïtiennes, qatariennes et émiratis. Elle fonde également sa société de production, qui débute avec la série télévisée Lea'bat Almara'a Rajol (L'homme est le jouet de la femme). Elle est surtout connue pour ses rôles dans Hawamir Alsahraa, et Lelhob Jonun. Elle commence sa carrière artistique en 2000 puis s'installe aux Émirats arabes unis, intervenant comme actrice devant la caméra mais aussi participant à des réalisations, derrière la caméra, ou comme scénariste. Elle participe aussi à des jeux télévisés comme présentatrice, tel Who Wants to Be a Millionaire? dans une version diffusée dans les pays arabes. Elle est réputée aussi pour son élégance,.